# Casa de la Impremta Franquet
La Casa de la Impremta Franquet és un edifici del municipi de Girona que forma part de l'Inventari del Patrimoni Arquitectònic de Catalunya.

## Descripció
És un edifici cantoner entre el Carrer de Sant Llorenç, carrer de la Força i Pda. de Sant Llorenç (ara Pda. de la Catedral). Del segle xix, porta el nom degut a la impremta que des del 1840 fins al 1982 va haver-hi als baixos. De planta baixa i dos pisos, amb composició de façanes del segle xix, d'obertures en vertical, portes de llinda planera a planta baixa, i al primer pis balcons continus amb llindes amb guardapols (només pel costat de la Força). La resta és de balcons i finestres senzilles. Pel costat de Sant Llorenç no hi ha cap composició concreta, però la unió entre ella i la casa número 12 és per una estança, al primer pis, pont sobre el carrer, amb pati al mig.

## Història
El 1492 pertanyia al jueu Joan Miró. Fou venuda aquell any. El 1540 és comprada pel Capítol de la Seu. Del 1711 al 1719 estava sota segrest reial. El 1971 fou comprada per Pere Picamal i Salellas.
La va fundar Anton Franquet i Fortuny l'any 1830, primer va estar situada a Olot, carrer Sant Esteva- l'any 1939 aproximadament ja estava situada a Girona primer al Carrer Calderers, número 26, en alguns fulletons impresos, també figura el domicili de la impremta i llibreria, el carrer pujada de Sant Feliu, posteriorment l'any 1850, tan la impremta com la llibreria, l'Anton Franquet la va traslladar al carrer Ballesteries 42.En aquest domicili va néixer en Joseph Franquet i Serra, conegut escritor, poeta, impressor, llibreter, guanyador d'innumerables premis de poesia. reconegut com a deixeble de Mossen Jacint Verdaguer, amb qui va mantenir una llarga amistat, la família encara conserva alguna de les cartes que es van enviar en de la seva relació que va durar fins que es va morir mossèn Cinto.